# Бегимбетов, Нысангали
Нысангали Бегимбетов (1881—1936) — видный государственный и политический деятель, один из членов движения «Алаш». Участвовал в казахской делегации во главе с А. Н. Букейхановым в 1916 г. на переговорах с Государственной Думой и военным министерством о принципах призыва казахов в армию. В 1918 г. был представителем Алаш-Орды в Тургае. Член коллегии по продовольственным делам Казревкома, заведующий отделом земледелия Казревкома, комиссар продовольственной комиссии Казахстана, комиссар продовольствия Казревкома.

## Биография
Родился в 1881 году. Его отец Умбет Бегимбетов был главой № 4 хозяйственного аула, входившего в состав № 3 административного аула Буртинской волости, Актюбинского уезда. По национальности казах. Происходил из рода Тама, подрода Кенжебай, отделения Курман.

### Образование
С 7 лет начал обучаться грамоте и став подростком получил формальное образование. Далее поступил в русско-казахскую Оренбургскую учительскую семинарию, после окончания которой некоторое время работал народным учителем. Затем закончил высшие продовольственные курсы в г. Оренбурге, на которых он получил специальные знания по основам зоотехнии и ветеринарии.

### Трудовая деятельность
Руководитель кредитного товарищества организованного Мурзагулом Койайдаровым в 1-й Буртинской волости.
Принимал участие в работе редакции газеты «Казах».
С 1 июля 1917 года в Тургайской области ведется учет скота, населения, воды. В связи с этим 24 июня 1917 г. публикуется статья Алашской интеллигенции с обращением к «Казахскому народу», составляется список казахов, направляемых на учет в Тургайскую область. Обращение было подписано Алиханом Бокейхановым, Ахметом Байтурсыновым, Жанузаком Жанибековым, Миржакипом Дулатовым, Сейдазимом Кадирбаевым,Ельдесом Омаровым, Есенгали Турмухамедовым, Нысангали Бегимбетовым.
30 сентября 1919 г. Н. У. Бегимбетов был избран первым заведующим отдела земледелия в структуре Казревкома.
К концу гражданской войны в Казахском крае резко ухудшилось ветеринарное благополучие животноводства, особую озабоченность Казревкома вызывала эпизоотия чумы крупного рогатого скота. 1 октября 1919 г. Казревком поручил Н. У. Бегимбетову возглавить комиссию по борьбе с чумой крупного рогатого скота, подобрать для нее ветеринарных специалистов и организовать меры борьбы с указанной инфекцией в Казахском крае.
Осенью 1919 г. решением ЦК РКП/б/ и Советского правительства был организован Военно-Революционный Комитет по управлению Киргизским /Казахским/ Краем. В его состав вошли: Пестковский, А.Джангильдин, С.Мендешев, А.Айтиев, С.Арганчеев, Г.Алибеков, А.Алибеков, Б.Каратаев, Тунгачин, Н.Бегимбетов и др., в качестве его членов.
Участвовал в переговорах с руководителями западного отделения Алаш-Орды в связи с временным их переходом на сторону Советской власти.
5 марта 1920 г. принимал участие в заседании Военно-Революционный Комитет по управлению Киргизским Краем на котором рассматривался вопрос «О ликвидации западного отделения Киргизского национального правительства Алаш-Орда».
Летом 1921 г. в Оренбурге были открыты Военно-Политические курсы (ВПК). А.Беремжанов был назначен заведующим Кир (Казахским) отделением. В профессорско-преподавательском составе которого был Бегимбетов Н. У., где значился профессором.
До 1934 г. Н. У. Бегимбетов находился на государственной службе.
В 1934 г. он поступил на работу в Алма-Атинский зооветеринарный институт на должность консультанта, где проработал до 1935 г.
Скончался от болезни в 1936 году. Похоронен в г. Алма-Ата.
Имел сыновей Бахита, Шайхи и дочерей Мадину, Шайзаду. Брат Жунус.